# Mein Name ist Fish
Mein Name ist Fish (I’m Reed Fish) ist eine US-amerikanische Filmkomödie von Zackary Adler aus dem Jahr 2007. Die DVD erschien in Deutschland am 18. April 2008.

## Handlung
Reed Fish hat das Erbe seines Vaters angetreten und versorgt die abgelegene Kleinstadt Mud Meadows jeden Tag mit den aktuellen Tagesinformationen über den lokalen Rundfunk. Privat muss er sich mit den Vorbereitungen für die anstehende Hochzeit mit seiner Jugendfreundin Kate herumschlagen. Als die hübsche Jill von der Uni zurück in ihre Heimat kommt, geraten Reeds Gefühle durcheinander. Die beiden kommen sich näher und es kommt zum Kuss; Reed gesteht es Kate und offenbart ihr damit seine Zweifel an der Hochzeit. Diese zeigt sich für Reed überraschend einsichtig und er verliert jeden Lebenselan. Er kann sich zwischen den beiden Frauen nicht entscheiden und verliert damit beide. Schließlich beendet er seine Tätigkeit beim Radio und verfilmt seine Geschichte – das Resultat war der Film bis hierhin. Er schließt mit der Erkenntnis, dass er erwachsen geworden sei. Bei der Vorführung des Films erhält er großen Beifall. Am Ende kommt er mit der wirklichen Jill zusammen.

## Kritik
„Unbekümmerte Independent-Komödie mit überzeugenden Darstellern, die mit einer gehörigen Portion Situationskomik perfekt unterhält.“

„„I’m Reed Fish“ ist eine kurzweilige Komödie, die eine Menge Situationskomik bietet, ohne dabei in der untersten Schublade peinlicher Albernheiten zu wühlen. Sie handelt vom Erwachsenwerden und davon, Entscheidungen treffen zu müssen und ist dabei zu weiten Teilen wunderbar unbeschwert. Zwar verschont auch Reed uns nicht mit der ur-amerikanischen Just-Be-Yourself-Glücksformel. Das tut der Unterhaltung aber keinen ernsthaften Abbruch, zumal jene nicht allzu penetrant missionarisch daherkommt. Im Ganzen bleibt so das angenehme Gefühl einer Independent-Produktion erhalten, die ohne sich ganz dem Mainstream anzubiedern oder unprofessionell zu wirken einem breiten Publikum Freude bereiten kann.“